# De muur van Emmen
De Muur van Emmen, officieel genaamd Emmerdennenwal, is een kunstmatige heuvel gelegen aan de zuidrand van Emmen, in de Nederlandse provincie Drenthe. De heuvel is ontstaan op de locatie van een voormalige gemeentelijke stortplaats en is sinds 2021 in gebruik als recreatief gebied.

## Geschiedenis
In de jaren zestig en zeventig werd het terrein gebruikt als gemeentelijke vuilstortplaats, waar onder meer huisvuil, grof huishoudelijk afval en bedrijfsafval werden gestort. De exacte beginperiode is niet gedocumenteerd, maar de stortplaats bleef in gebruik tot begin jaren tachtig van de twintigste eeuw.

### Transformatie
In 2019 namen ondernemer Ben Timmermans (Avitec) en Bert Fuhler (Fuhler Loon- en Verhuurbedrijf) het initiatief om de oude vuilstort om te vormen tot een sport- en recreatiegebied. Dit plan werd gesteund door de gemeente Emmen en de provincie Drenthe.
De officiële opening vond plaats op 28 mei 2021, verricht door gedeputeerde Henk Brink en wethouder René van der Weide. De heuvel heeft een hoogte van 48,05 meter boven NAP, wat destijds hoger was dan de VAM‑berg bij Wijster (48 m). Deze VAM‑berg werd in 2023 opgehoogd tot 63 m boven NAP, waarmee het nu als hoogste punt in Drenthe.

### Ligging en uitzicht
De heuvel ligt net buiten de wijk Emmerschans. Bovenop is het uitzicht op de Hondsrug, met bij helder weer zicht tot de Duitse grens.

### Recreatie en voorzieningen
Er zijn verschillende routes aangelegd, waaronder een klim van ongeveer 375–400 meter die een gemiddeld stijgingspercentage van 8,7–9 % kent en op het steilste stuk tot bijna 20 % stijgt. Sportroutes zijn onder meer geschikt voor wielrenners, mountainbikers en wandelaars, en er is een trap met 155 treden aan de oostzijde.

## Milieu en veiligheid
Onder de heuvel ligt nog de afgedekte stortlaag. De gemeente houdt toezicht met regelmatige milieumonitoring en veiligheidscontroles. Tot 2025 zijn er geen gezondheidsrisico’s vastgesteld.

## Toekomstige plannen
Plannen voor uitbreiding omvatten het realiseren van een horecapunt op de top en de aanleg van een rodelbaan van circa 500–600 meter. In 2021 werd gestart met fase twee van het bestemmingsplan.